# 1653 en musique classique
| \| • Retour à la chronologie générale de la musique classique • \| |
| Grèce • Rome • Haut Moyen Âge • VIIIe siècle • IXe siècle • Xe siècle • XIe siècle XIIe siècle • XIIIe siècle • XIVe siècle • XVe siècle • XVIe siècle • XVIIe siècle XVIIIe siècle • XIXe siècle • XXe siècle • XXIe siècle |
| • Retour à la chronologie générale de la musique classique • |

| Années en musique classique : 1650 - 1651 - 1652 - 1653 - 1654 - 1655 - 1656    |
| Décennies en musique classique : 1620 - 1630 - 1640 - 1650 - 1660 - 1670 - 1680 |

## Événements
- 16 mars : Jean-Baptiste Lully est nommé compositeur de la musique instrumentale de la chambre du roi.
- La Petite Bande.
- Louis Couperin obtient le poste d'organiste de l'église de Saint-Gervais.
- Ballet de la nuit de Jean-Baptiste Lully.

## Œuvres
- Zang-wortel en gheestelyke spruit, bestaande in verscheide zang-stukken, de Joan du Sart.

## Naissances

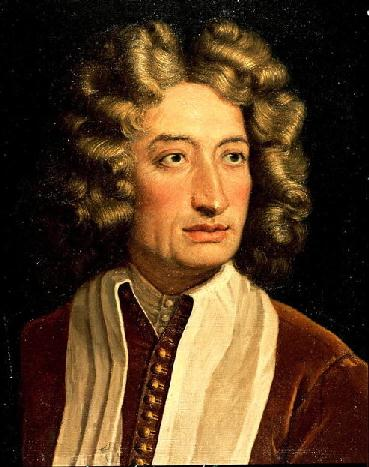
Arcangelo Corelli

- 12 février : Giovanni Francesco Grossi, castrat italien († 29 mai 1697).
- 17 février : Arcangelo Corelli, compositeur italien († 8 janvier 1713).
- 1er juin : Georg Muffat, compositeur allemand, savoyard d'origine († 23 février 1704).
- 10 août : Louis Pécour, compositeur, danseur et chorégraphe français († 22 avril 1729).
- 1er septembre : Johann Pachelbel, compositeur allemand († 3 mars 1706).

Date indéterminée :
- John Abell, contre-ténor, luthiste, violoniste et compositeur écossais († 1724).

## Décès
- 19 février : Luigi Rossi, compositeur italien (° vers 1597).

Date indéterminée :
- Filipe de Magalhães, compositeur polyphoniste portugais (° 1563).
- Filippo Vitali, compositeur et chanteur italien (° vers 1590).